# اسمولنکا (شهرستان کارماسکالینسکی، باشقیرستان)
اسمولنکا (انگلیسی: Smolenka, Karmaskalinsky District, Republic of Bashkortostan) یک شهرک در شهرستان کارماسکالینسکی استان باشقیرستان کشور روسیه است.